# 小行星2629
小行星2629（2629 Rudra）是一颗围绕太阳公转的小行星。1980年9月13日，查爾斯·科瓦爾在帕洛马山发现了此天体。
該小行星以印度神話的破壞神樓陀羅命名。
这颗小行星的绝对星等为280.59035等。